# Prostitution en Algérie
La prostitution en Algérie est illégale depuis le 17 juin 1975 comme la consommation d'un service de prostitution, le proxénétisme, la vie commune avec une prostituée, le racolage et forcer autrui à la prostitution.

## Historique

### Période ottomane
Durant la régence d'Alger (1516-1830), la prostitution est tolérée et régulée. Avant la colonisation française de l'Algérie en 1830, on estime qu'il y avait 300 et 500 prostituées à Alger. Les femmes étaient Maures, Arabes et Noires. Il n'était pas permis aux Juives de devenir prostituées.
Un mezouar était chargé de la régulation de la prostitution. Cette personnalité officielle était toujours un Maure. Cette place était lucrative car il collectait un tribut mensuel auprès de chaque prostituée. Il gardait un registre des prostituées et les femmes n'étaient pas autorisées à quitter les bordels et les bains publics dans lesquels elles travaillaient.
Notons que par ailleurs la polygamie, ainsi que le concubinage (avec la plupart du temps des esclaves), étaient des pratiques légales.

### Période coloniale
Sous l'administration française, la prostitution légalisée commence à se mettre en place, non sans se heurter à de nombreux murs culturels et religieux (les femmes ne quittant presque pas les maisons).
Les bordels militaires et maisons de tolérances alors mis en place par Alexandre Parent-Duchâtelet choquent les populations locales. Dans le Maghreb colonial, dans les villes européennes, les activités prostitutionnelles vont être disséminées et invisibilisées et, dans les quartiers « indigènes », sont concentrées. Le dispositif de mezouar est toujours en place mais les maisons closes sont alors sous l'autorité de la police ou de l'armée française.
Ainsi, le film documentaire Putains de guerre, sorti en 2013, évoque notamment l'organisation de la prostitution par l'armée française en Algérie à destination des soldats français. Les prostituées vivent au sein même des casernes dans un bâtiment spécifique. L'armée contrôle l'ensemble de l'organisation avec la mise en place des contrats de travail, du prix de la passe, de la durée de celle-ci (estimée à 10 minutes) et du nombre de clients par jour et par prostituée. Enfin le contrôle sanitaire de celles-ci est assuré, deux fois par mois, par un infirmier militaire. Les violences sont aussi évoquées, comme en janvier 1961 à Turenne actuelle ville de Sabra, où une prostituée mineure est victime d'une hémorragie à la suite d'une perforation de l'utérus.
En 1946, la loi Marthe Richard permet de fermer en France les maisons closes et abolit le régime de la prostitution réglementée. Cependant, cette loi ne s'applique pas au Maghreb et donc à l'Algérie. Les élus français justifient cette dérogation déclarant : « Les conditions ethniques et les lois métropolitaines ne modifient pas les moeurs ancestrales des indigènes ».

### Depuis l'indépendance de 1962
En 1966, 37 Européens, essentiellement Français, sont arrêtés pour proxénétisme et trafic de devises. Parmi ceux-ci, trois tenancières de maisons closes d'Oran sont mentionnées. En 1970, les services de la Sûreté nationale algérienne mentionnent la présence de 1 050 prostituées et 18 000 « filles clandestines ». À Alger même, 310 cas de prostitution masculine sont signalés. 
La prostitution en Algérie est illégale en vertu de l'article 343 (ordonnance du 17 juin 1975) du Code pénal algérien. Cet article interdit aussi la consommation d'un service de prostitution, le proxénétisme, la vie commune avec une prostituée, le racolage et forcer autrui à la prostitution.
En 2001, dans le cadre de l'affaire des femmes violentées de Hassi Messaoud, des femmes célibataires sont accusées de se prostituer, c'est pourquoi 300 hommes agressent celles sans époux. Outre les tabassages et les mises à nues, 3 jeunes femmes subissent un viol collectif. Les victimes contestent les accusations de prostitution. Pour sa part, le quotidien Le Monde mentionne que la prostitution en Algérie augmente de façon proportionnelle à la pauvreté. 
Selon l'Office français de protection des réfugiés et apatrides, jusqu'en 2011, il existait 19 maisons closes sous contrôle de la police sur les 171 qui étaient autrefois présentes sur le territoire algérien pendant la période coloniale française en Algérie,, comme notamment en Tunisie.
Malgré l'interdiction de jure par le Code pénal algérien, la prostitution clandestine est présente dans la société algérienne contemporaine. Les hommes sont aussi présents dans la prostitution homosexuelle et hétérosexuelle. La prostitution est développée dans la majorité des grandes villes
algériennes mais aussi dans les stations balnéaires.
Les migrants subsahariens, dont des femmes et des enfants, qui résident en Algérie, sont victimes de travail forcé et abusés sexuellement à des fins de prostitution. Ainsi en 2016, les autorités nigériennes et algériennes conviennent de mettre en place le rapatriement des Nigériens, en particulier ceux impliqués dans des réseaux de prostitution en Algérie,. Le média algérien TSA rapporte, en 2018, la teneur du rapport du département d’État américain sur la traite de personnes en Algérie. Ce dossier indique que les migrants subsahariens sont des victimes du « trafic de main d’œuvre et du trafic sexuel ». Certains se prostituent pour payer leur voyage vers l’Europe. Le rapport précise que des femmes migrantes sont obligées de mendier quand elles ne travaillent pas « dans des bars et des maisons closes clandestines à Tamanrasset et Alger ».